# Härads kyrka
Härads kyrka är en kyrkobyggnad i Strängnäs kommun. Den är församlingskyrka i Vårfruberga-Härads församling, Strängnäs stift.

## Kyrkobyggnaden
Ursprungliga kyrkan uppfördes vid slutet av 1100-talet och bestod då av västra delen av nuvarande långhus. Sannolikt fanns ett smalare kvadratiskt kor i öster och möjligen ett ofullbordat torn i väster.
Vid slutet av 1400-talet försågs kyrkorummet med murade tegelvalv och sannolikt var det då långhuset förlängdes åt öster och nuvarande kor tillkom. Vapenhus i söder och sakristia i norr byggdes troligen då. Ett tornbygge påbörjades 1625 men 1685 lät man riva tornet på grund av dess dåliga skick.
1758 byggdes nuvarande korsarm åt norr och den medeltida sakristian revs. Tornrummet i väster blev ny sakristia.
En renovering genomfördes under 1890-talet av Fredrik Lilljekvist, då kyrkan fick en inredning i nygotisk stil. En renovering genomfördes 1937 under ledning av arkitekt Erik Fant, då nuvarande ingång vid västra kortsidan togs upp, då mycket av den nygotiska interiören togs bort.
En invändig restaurering genomfördes 1980 efter förslag av arkitekt Jerk Alton. Bänkar togs bort i långhusets västra del, framför norra korsarmen samt under predikstolen. Tidigare vapenhus i söder omvandlades till sakristia.
Vid en renovering år 2004 flyttades sakristian till norra korsarmens läktarunderbyggnad. Före detta vapenhus/sakristia i söder omvandlades till väntrum/barnrum.

## Kyrkogården[1]
Kyrkogården utvidgades åt väster på 1930-talet. De nuvarande portarna i norra sträckningen vid landsvägen uppfördes 1775 av murmästaren Johan Asplund. Innanför den västra av portarna har man rest två runstenar, den ena låg fram till 1869 i vapenhusets golv

## Inventarier[1]

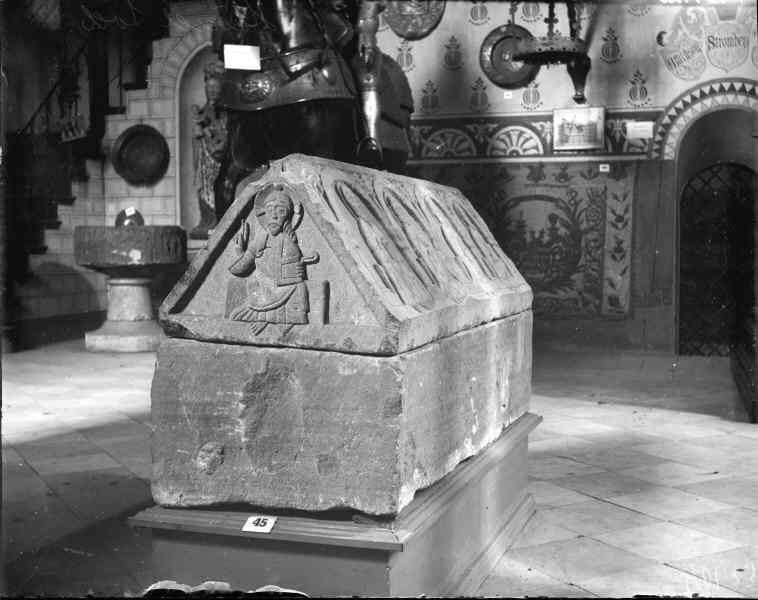
Relikskrin av huggen sandsten. Locket är smyckat med figurer i låg relief. Gjord 1170-80 av anonymmästaren Majestatis.

- Ett altarskåp med scener ur Marie bebådelse på utsidan och invändigt med Kristi lidandes historia. Huvudscenen som föreställer korsfästelsen flakneras av snidade helgonbilder: Maria med Jesusbarnet, Maria Magdalena, Tomas Becket, och Sankt Martin. Skåpet antas vara ett svenskt arbete från sent 1400-tal eller tidigt 1500-tal.
- Här finns vidare ett Mariaskåp, även det med scener ur bebådelsen på utsidan. Insidan har på vänstra dörren föreställer Josef och Maria tillbedjande Jesusbarnet överst och under Jesu omskärelse. Högra dörren visar de tre vise männen överste och frambärandet i templet under. Centralmotivet framställer Maria i gyllene dräkt med vit bård och blått foder som den "apokalyptiska kvinnan" i Uppenbarelsebokens 12:e kapitel, trampande på månen i form av ett gubbansikte. Skåpet anses vara ett svenskt arbete från omkring 1500.
- Ett helgonskåp med en snidad bild av Maria Magdalena. Dörrarnas målningar återger åtta scener ur Maria Magdalenas liv. Även detta skåp anses vara ett svenskt arbete från omkring 1500.
- Ett av de mest intressanta föremålen i kyrkan är en relikkista i huggen sandsten med åstakformigt lock. Själva kistan är slät, men det syns spår av borthuggna figurer eller ornament på ena gaveln. Ena gaveln återger Kristus som världsdomare och den andra Maria med Jesusbarnet. Takets långsidor återger åtta apostlafigurer. Kistan som ursprungligen varit målad har attribuerats till Majestatis och bör vara tillverkad på Gotland på 1170- eller 1180-talet.
- Kyrkans gamla dopfunt av sandsten med fyrsidig fot, dekorerad med en repstav upp mot skålen antas var tillverkad omkring 1200.
- Ett triumfkrucifix, nu placerat på norra långhusväggen under det västligaste valvet torde härröra från första hälften av 1300-talet.
- Predikstolen härrör från mitten av 1600-talet, den satt ursprungligen på norra sidan men flyttades till sin nuvarande plats på 1760-talet då korsarmen byggdes.
- Under orgelläktaren sitter en serie tavlor, framställande 10 scener ur Kristi lidandes historia, de torde ha målats på 1700-talet, en del med kopparstick efter berömda målningar som förebild.
- Kyrkan har få intressanta ljusredskap, men särskilt utmärker sig ett par sköldformade väggplåtar i brons, dekorreade med ansikten. De härrör från omkring 1725 och har av dekoren att döma ursprungligen varit avsedda för profant bruk.
- Bland kyrkans textilier märks särskilt en mässhake från omkring 1500 av grön atlas med ett kors på ryggen med figurbroderier i silke och guld. Motivet är Kristus på korset med Gud Fader ovanför, Maria och Johannes vid korsets fot, Petrus och Paulus på korsarmarna och apostlarna Bartolomeus och Matteus nederst.

## Gravminnen[1]
Framför altaret finns en gravsten av kalksten med framställning av evangelistsymbolerna, en krigare i rustning och hans hustru, omgivna av fem små barn. Mellan personerna finns ätterna Morgonstiernas och Hunds vapen. Under mannen finns inskriften: "HÄR VNDER LIGGER BEGRAFVEN FORDOM / KONGL: MAY:TTZ TROO TIENARE OC WÄLBESTÄLTE/ REGEMENSQWARTER MESTARE ÖFWER WES-/ MANELANDS REGEMENTE TIL FOOT, EDLE OCH WÄLB: OLOF OLOFSON MORGONSTIERNA TIL LÅSTAD OC RVNSÖÖ, HVILKEN/ I HERRANOM AFSOMNADE DEN 14/ MAY ANNO 1654." och under hustrun: "SAMPT MED HANS KARELSKELIGE/ HVSTRW, EDLE OC WÄLB: FRW ELISA-/ BET DANILES DOTTER HVND, TIL LÅT-/ STAD OC RVNSÖÖ, HVILKEN/ I HERRANOM AFSOMNADE/ DEN ANNO 16" (dödsår och datum ej inhuggna). Under de båda finns inskriften: "GVD FÖRLÄNE THEM MEDH ALLA/ CHRISTTROGNA EN FRÖGDEFVL VPSTÅNDELSE PÅ YTTERSTA DAGEN". Söder om altarringen ligger en sten med adliga ätten Nauckhoffs vapen på, skriften är dock till största delen utplånad, så att det inte går att se vem stenen lagts över. I tornbågen sitter huvudbaneret över överstelöjtnant Daniel Morgonstierna (1633–1701), son till den tidigare omtalade Olof Morgonstierna, och på södra långhusväggen sitter huvudbaneret för dennes son, löjtnanten Daniel Danielsson Morgonstierna (1671–1697).

## Kyrksilver[1]
Kyrkans kalk har inskriptionen: "DANIEL . MORGON . STIERNA A:O 1674". Patén, oblatsak och vinkanna är alla utförda av guldsmeden B. E. Skogsborg i Eskilstuna på 1850-talet. Sockenbudstyget och en skumsked är tillverkade av guldsmeden Alexander Prytz i Strängnäs 1799 respektive 1808. En vinkanna i tenn är tillverkad i Stockholm 1747. En brudskrud inköptes 1741 till kyrkan, omfattande örhängen med böhmiska stenar infattade i silver, ett vaxpärlehalsband, en bröstlapp av guld sidendamast och en brudkrans. Inget av detta finns bevarad, däremot en brudkrona av förgyllt silver och en brudpäll av skärt siden, kantad med silverspets.

### Orgel
- 1804 byggde Anders Svanström en orgel.[2]
- 1860 byggde Åkerman & Setterquist, Strängnäs en orgel med 7 stämmor, en manual och bihangspedal.[2]
- 1936 byggde Olof Hammarberg, Göteborg en pneumatiska orgeln. Orgelns fasad och huvudverkets väderlåda var från 1860 års orgel. 1963 omdisponerades orgeln av Einar Berg, Bromma.[2]

| Huvudverk I   | Svällverk II      | Pedal        | Koppel   | Övrigt                  |
| Principal 8´  | Rörflöjt 8´       | Subbas 16´   | I/P      | Två fria kombinationer  |
| Borduna 8´    | Principal 4´      | Principal 8´ | II/P     | Automatisk pedalväxling |
| Oktava 4´     | Gemshorn 4´       |              | II/I     | Registersvällare        |
| Flöjt 4´      | Blockflöjt 2'     |              | II 16'/I |                         |
| Oktava 2'     | Kvinta 1 1⁄3'     |              | II 4'/I  |                         |
| Mixtur 3 chor | Scharff 3 chor    |              | II 4'/P  |                         |
| Trumpet 8'    | Krumhorn 8'       |              |          |                         |
|               | Crescendosvällare |              |          |                         |

- Den nuvarande orgeln byggdes 1993 av Walter Thür Orgelbyggen AB med fasad och 7 stämmor från en tidigare orgel byggd 1860.

| Huvudverk I C-f3 | Svällverk II C-f3 | Pedal C-f1  | Koppel |
| Borduna 16'      | Rörflöjt 8'       | Subbas 16'  | II/I   |
| Principal 8'     | Salicional 8'     | Octava 8'   | II/P   |
| Borduna 8'       | Voix céleste 8'   | Trombon 16' | I/P    |
| Fugara 8'        | Principal 4'      |             |        |
| Octava 4'        | Ekoflöjt 4'       |             |        |
| Waldfleut 4'     | Piccolo 2'        |             |        |
| Octava 2'        | Mixtur 3 chor     |             |        |
|                  | Oboe 8'           |             |        |
|                  | Tremulant         |             |        |

## Bilder

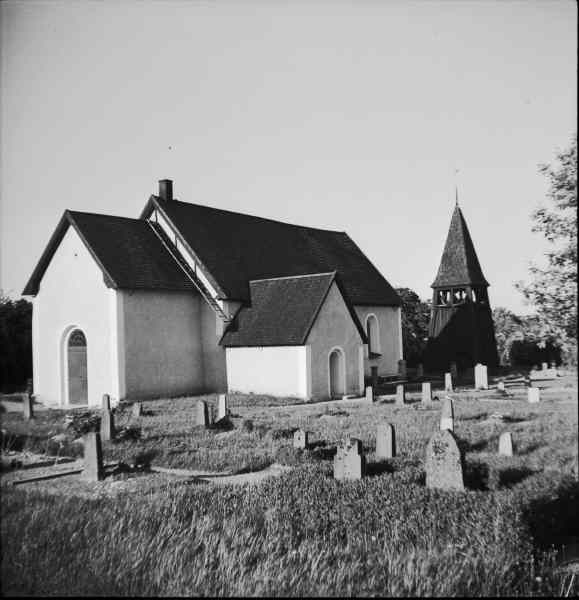
Härads kyrka år 1938
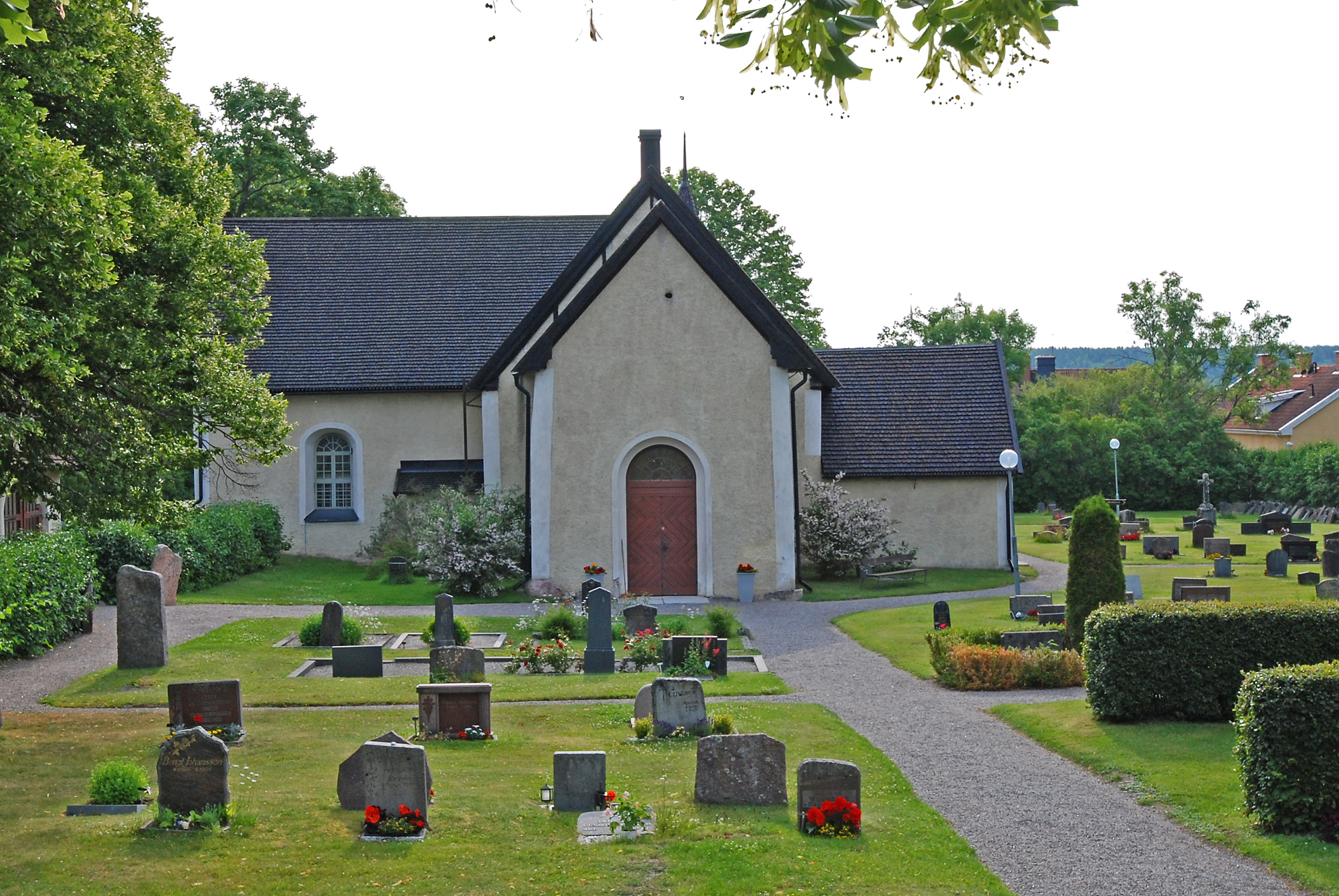
Härads kyrka
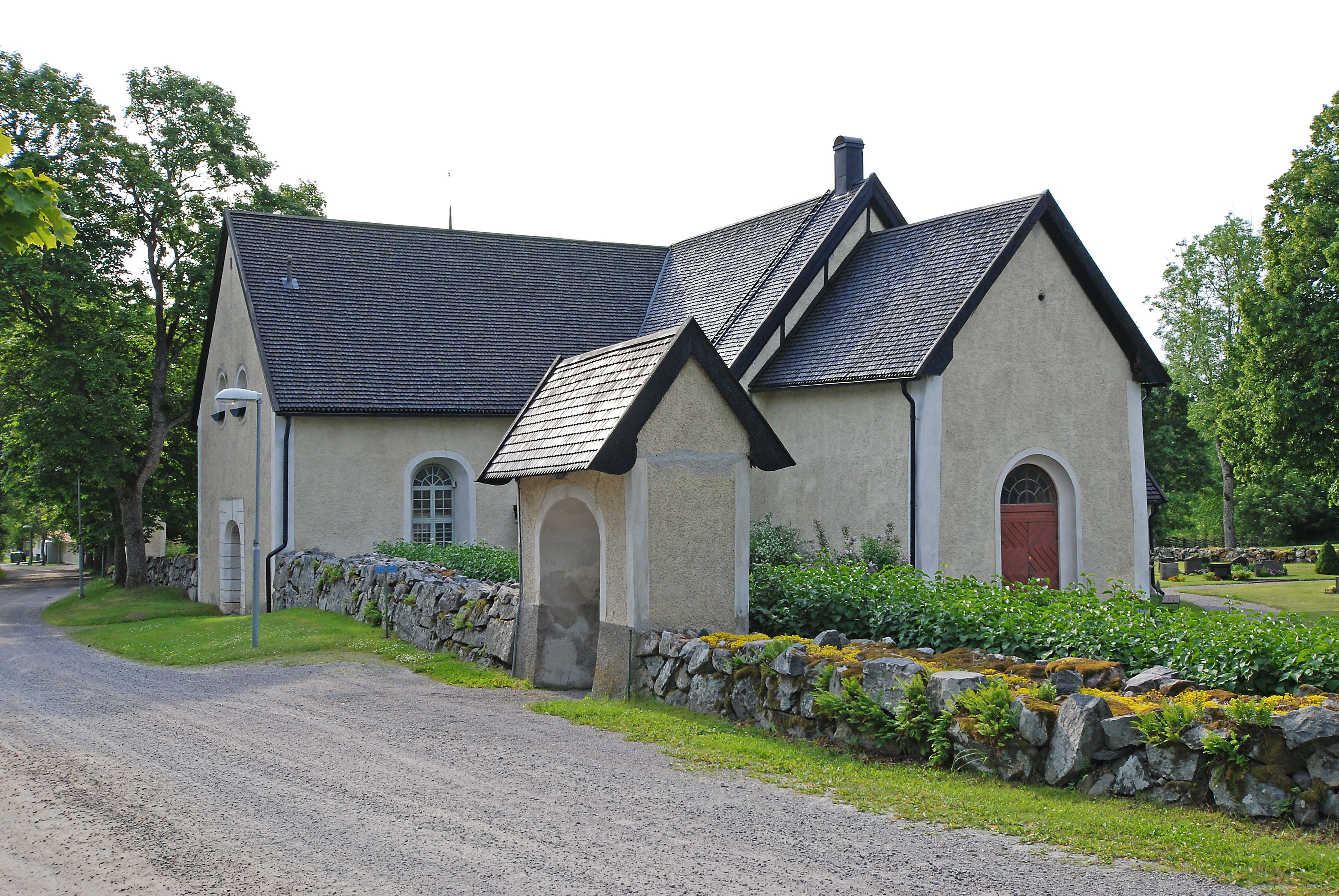
Härads kyrka
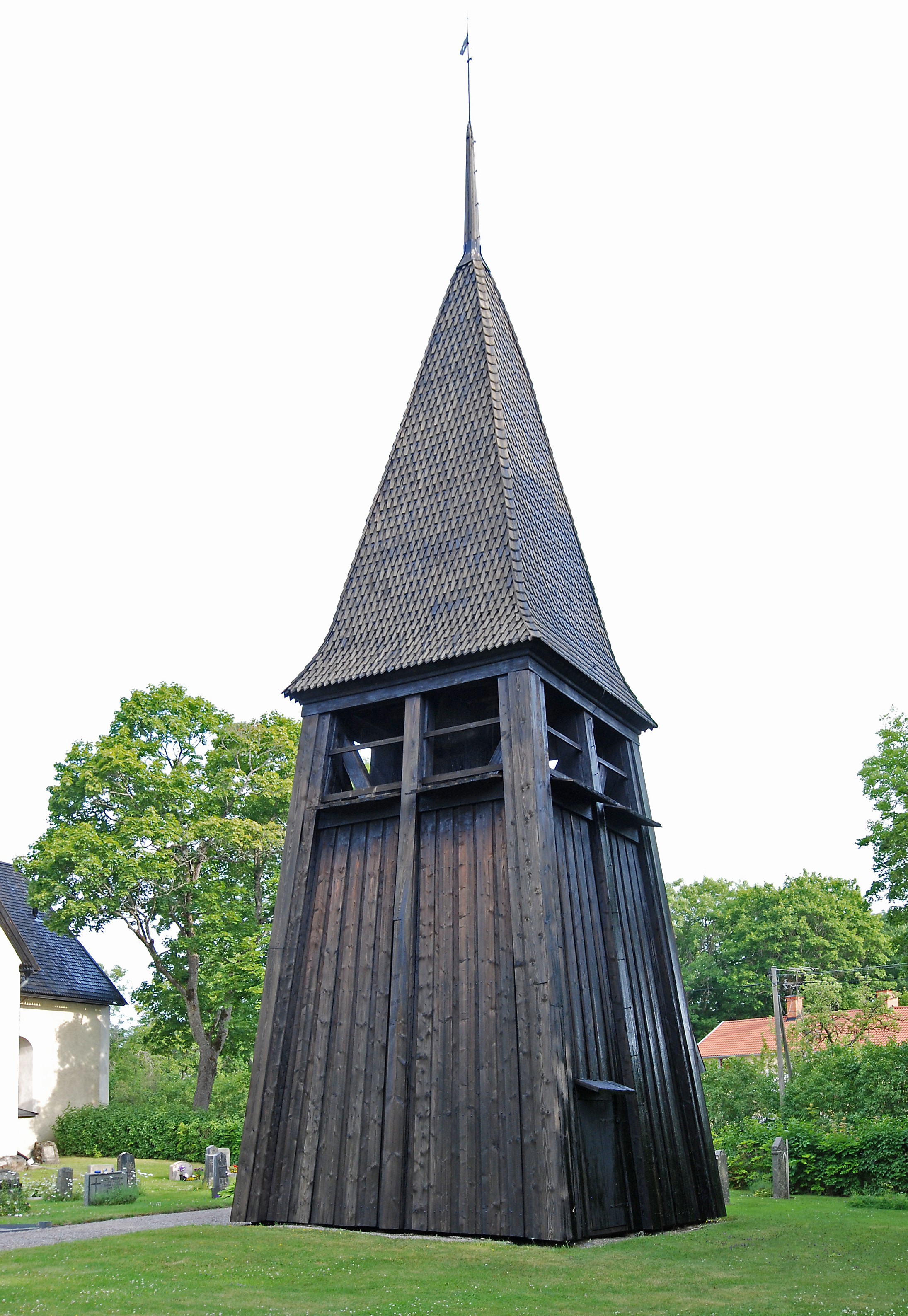
Klockstapeln

### Webbkällor
- Information från Vårfruberga-Härads församling
- Härads kyrka, Antikvarisk medverkan Byte av värmesystem, Rapport 2011:17, Sörmlands museum